# Mercury Records
Mercury Records er et pladeselskab, der indgår i Universal Music Group. Mercury Records blev grundlagt i 1945 i Chicago, Illinois af Irving Green, Berle Adams, Ray Greenberg og Arthur Talmadge.
Mercury Records var oprindeligt et pladeselskab med vægten lagt på jazz-musik og udgav i 1950'erne og 1960'erne bl.a. artister som Clifford Brown, Max Roach, Clark Terry, Dinah Washington, Cannonball Adderley, Sarah Vaughan, Maynard Ferguson Quincy Jones, Buddy Rich, Charlie Mingus, Dinah Washington, Max Roach m.fl.
I 1962 blev Mercury Records, opkøbt af Philips, der tidligere havde virksomheden Phono Gram Records. Philips lagde samme år sine pladeaktiviteter sammen med Siemens' pladeaktiveter under navnet DGG/PPI Record Group, der i 1972 ændrede navn til PolyGram Records.
PolyGram Records omorganiserede i 1981 de forskellige labels i virksomheden (herunder Polydor, RSO, og Casablanca Records), og Mercury blev lagt direkte ind under PolyGram Records, Inc. og flyttede hovedkontoret til New York. Mercury overtog en række artister og bagkataloget fra Casablanca Records, herunder Kiss, Donna Summer og Village People. Mercury blev herefter primært et rock/pop label med artister som Kiss, Scorpions, Rush, John Mellencamp, Kurtis Blow, Tears for Fears, Bon Jovi og Def Leppard.
I 1998 blev PolyGram overtaget af Seagram, og Mercury blev herefter en del af Universal Music Group. Efter en reorganisering blev Mercury popkunstnere distribueret af Island Records.
I 2007 valgte Island Records til "genoplive" Mercury Records som et selvstændig label.